# Sell Your Haunted House
Sell Your Haunted House (hangul: 대박부동산; hanja: 大박不動產; rr: Daebak Budong San, lit. Daebak Real Estate) é uma série de televisão sul-coreana exibida pela emissora KBS2 de 14 de abril a 9 de junho de 2021, estrelada por Jang Na-ra, Jung Yong-hwa, Kang Hong-seok e Ahn Gil-kang.
A novela segue um exorcista corretor de imóveis. Ela faz exorcismo em imóveis onde fantasmas aparecem e dá as mãos a um vigarista para descobrir um segredo.

## Enredo
Hong Ji-ah (Jang Na-ra) é um corretor de imóveis e exorcista. Ela é proprietária da Daebak Real Estate, que oferece o serviço de limpeza de edifícios em que fantasmas freqüentam e pessoas morreram. Ela herdou a habilidade de exorcizar de sua falecida mãe.
Oh In-beom (Jung Yong-hwa) é um vigarista que usa fantasmas para ganhar dinheiro. Ele tem um passado trágico em que seu tio morreu sem uma explicação exata do porquê.
Hong Ji-ah e Oh In-beom se unem para resolver o segredo por trás da morte de sua mãe e de seu tio anos atrás.

## Elenco

### Principal
- Jang Na-ra como Hong Ji-ah, uma exorcista e proprietária da Daebak Real Estate.[5] Sua mãe morreu há 20 anos durante um exorcismo. Ela quer enviar o espírito de sua mãe, mas não consegue encontrar o vidente certo para possuí-la, já que ela também era uma exorcista.
- Jung Yong-hwa como Oh In-bum, uma fraude que ganha dinheiro usando fantasmas,[6] mas que acaba se revelando um vidente quando se envolve durante um exorcismo realizado por Hong Ji-ah. Ele faz parceria com Hong Ji-ah por dinheiro, mas depois descobre o segredo de sua infância. Seu tio foi o último cliente da mãe de Hong Ji-ah.

### De apoio
- Ahn Gil-kang como Do Hak-seong

Presidente da Dohak Construction. Um gangster de terno. Ele consegue o que quer, não importa o que aconteça. Responsável pela morte do tio de Oh In-beom.
- Kang Hong-seok como chefe Heo, amigo de Oh In-beom e parceiro no crime. Um hacker e vigarista.
- Kang Mal-geum como vice-diretor Joo[8]

Gerente da imobiliária Daebak. Ela tem um passado misterioso.
- Heo Dong-won como Kim Tae-jin

Chefe de boate, ex-gangster
- Baek Eun-hye como Hong Mi-jin, mãe de Hong Ji-ah.[9]

Exorcista, ela morreu durante seu último exorcismo.
- Baek Hyun-joo como Chang Hwa-mo, ela dirige o 'Restaurante Changhwa' em Daebak Real Estate,[10] que está esperando o retorno de seu filho ao restaurante depois que ele a deixou anos atrás.
- Choi Woo-sung como ‘Hyung-Shik’[11]

Estudante de física e médium espírita que exorciza espíritos malignos
- Im Ji-kyu como Kim Byeong-ho, uma artista fantasma do pintor Jo Hyun-seo[12]
- Kim Mi-kyung como Yeom sajang, (participação especial),[13] proprietária da Blue Salt que fornece equipamentos de exorcismo para a Daebak Realty e perto de Hong Ji-ah e sua família.
- Baek Ji-won como Lee Eun-Hye, o diretor do Britium Art Museum
- Kim Dae-gon como Oh Seong-sik, gentil tio de Oh In-beom[14]

### Aparência especial
- Kwon Dong-ho como Hwang Jae-woo [Green Villas] (ep. 5)

## Trilha sonora

### Parte 1
| Lançado em 14 de abril de 2021 |                                     |                        |         |  |
| N.º                            | Título                              | Artista                | Duração |  |
| 1.                             | "I Got Ya" (Chorus: Jeon Seung-woo) | Jung Yong-hwa (CNBLUE) | 3:04    |  |
| 2.                             | "I Got Ya" (Inst.)                  |                        | 3:04    |  |

### Parte 2
| Lançado em 25 de abril de 2021 |                     |               |         |  |
| N.º                            | Título              | Artista       | Duração |  |
| 1.                             | "Don't Ask"         | Shin Min-jung | 3:13    |  |
| 2.                             | "Don't Ask" (Inst.) |               | 3:13    |  |

### Parte 3
| Lançado em 28 de abril de 2021 |                     |                                  |         |  |
| N.º                            | Título              | Artista                          | Duração |  |
| 1.                             | "Don't Cry"         | Joonghyuk Jang of Deokcheol Jang | 3:52    |  |
| 2.                             | "Don't Cry" (Inst.) |                                  | 3:52    |  |

### Parte 4
| Lançado em 12 de maio de 2021 |                     |            |         |  |
| N.º                           | Título              | Artista    | Duração |  |
| 1.                            | "Daydream" (백일몽) | Jang Na-ra | 3:09    |  |
| 2.                            | "Daydream" (Inst.)  |            | 3:09    |  |

### Parte 5
| Lançado em 15 de maio de 2021 |                               |         |         |  |
| N.º                           | Título                        | Artista | Duração |  |
| 1.                            | "Only One" (단 하나의 (니아)) | NIA     | 3:24    |  |
| 2.                            | "Only One" (Inst.)            |         | 3:24    |  |

### Parte 6
| Lançado em 19 de maio de 2021 |                             |               |         |  |
| N.º                           | Título                      | Artista       | Duração |  |
| 1.                            | "Someday" (언젠가 (정이한)) | Lee Han-jeong | 3:22    |  |
| 2.                            | "Someday" (Inst.)           |               | 3:22    |  |

### Parte 7
| Lançado em 28 de maio de 2021 |                         |         |         |  |
| N.º                           | Título                  | Artista | Duração |  |
| 1.                            | "In a Dream" (꿈속에서) | Damu    | 4:21    |  |
| 2.                            | "In a Dream" (Inst.)    |         | 4:21    |  |

### Parte 8
| Lançado em 29 de maio de 2021 |                |         |         |  |
| N.º                           | Título         | Artista | Duração |  |
| 1.                            | "Home"         | Want    | 2:17    |  |
| 2.                            | "Home" (Inst.) |         | 2:17    |  |

### Parte 9
| Lançado em 2 de junho de 2021 |                       |         |         |  |
| N.º                           | Título                | Artista | Duração |  |
| 1.                            | "If I Could" (에이민) | Amin    | 3:41    |  |
| 2.                            | "If I Could" (Inst.)  |         | 3:41    |  |

### Parte 10
| Lançado em 5 de junho de 2021 |                  |             |         |  |
| N.º                           | Título           | Artista     | Duração |  |
| 1.                            | "Again" (또르르) | Joo Yi-Hyun | 4:39    |  |
| 2.                            | "Torre" (Inst.)  |             | 4:39    |  |

## Recepção
Na tabela abaixo, os números azuis representam as audiências mais baixas e os números vermelhos representam as audiências mais elevadas.
| Episódio | Parte | Data de transmissão | Audiência média (AGB Nielsen) | Audiência média (AGB Nielsen) | TNmS           |
| Episódio | Parte | Data de transmissão | Em todo o país                | Seul                          | Em todo o país |
| -------- | ----- | ------------------- | ----------------------------- | ----------------------------- | -------------- |
| 1        | 1     | 14 de abril de 2021 | 4.1%                          | —                             | 4.5%           |
| 1        | 2     | 14 de abril de 2021 | 5.3%                          | 4.9%                          | 5.6%           |
| 2        | 1     | 15 de abril de 2021 | 3.7%                          | —                             | —              |
| 2        | 2     | 15 de abril de 2021 | 5.6%                          | 5.2%                          | 4.6%           |
| 3        | 1     | 21 de abril de 2021 | 3.7%                          | —                             | —              |
| 3        | 2     | 21 de abril de 2021 | 5.9%                          | 5.7%                          | 4.9%           |
| 4        | 1     | 22 de abril de 2021 | 3.7%                          | —                             | —              |
| 4        | 2     | 22 de abril de 2021 | 5.3%                          | 4.7%                          | 5.2%           |
| 5        | 1     | 28 de abril de 2021 | 5.0%                          | 4.9%                          | 4.5%           |
| 5        | 2     | 28 de abril de 2021 | 6.3%                          | 5.9%                          | 5.7%           |
| 6        | 1     | 29 de abril de 2021 | 3.9%                          | —                             | —              |
| 6        | 2     | 29 de abril de 2021 | 5.9%                          | 5.8%                          | 5.1%           |
| 7        | 1     | 5 de maio de 2021   | 4.2%                          | —                             | —              |
| 7        | 2     | 5 de maio de 2021   | 6.1%                          | 5.4%                          | 4.3%           |
| 8        | 1     | 6 de maio de 2021   | 4.0%                          | —                             | 4.4%           |
| 8        | 2     | 6 de maio de 2021   | 5.9%                          | 5.4%                          | 5.4%           |
| 9        | 1     | 12 de maio de 2021  | 4.0%                          | —                             | 4.3%           |
| 9        | 2     | 12 de maio de 2021  | 5.8%                          | 4.9%                          | 6.3%           |
| 10       | 1     | 13 de maio de 2021  | 4.5%                          | —                             | 6.3%           |
| 10       | 2     | 13 de maio de 2021  | 5.9%                          | 5.4%                          | 5.2%           |
| 11       | 1     | 19 de maio de 2021  | 4.4%                          | —                             | 4.8%           |
| 11       | 2     | 19 de maio de 2021  | 6.5%                          | 6.0%                          | 6.1%           |
| 12       | 1     | 20 de maio de 2021  | 5.1%                          | —                             | 4.9%           |
| 12       | 2     | 20 de maio de 2021  | 6.9%                          | 6.2%                          | 6.5%           |
| 13       | 1     | 26 de maio de 2021  | 3.9%                          | —                             | —              |
| 13       | 2     | 26 de maio de 2021  | 5.9%                          | 5.3%                          | 5.3%           |
| 14       | 1     | 2 de junho de 2021  | 4.0%                          | —                             | —              |
| 14       | 2     | 2 de junho de 2021  | 5.9%                          | 5.1%                          | 5.7%           |
| 15       | 1     | 3 de junho de 2021  | 4.6%                          | —                             | —              |
| 15       | 2     | 3 de junho de 2021  | 5.8%                          | 5.4%                          | 4.8%           |
| 16       | 1     | 9 de junho de 2021  | 4.3%                          | —                             | —              |
| 16       | 2     | 9 de junho de 2021  | 5.5%                          | 5.0%                          | 5.7%           |
| Média    |       |                     |                               |                               |                |
| Especial | 1     | 10 de junho de 2021 |                               |                               |                |
| Especial | 2     | 10 de junho de 2021 |                               |                               |                |
|          |       |                     |                               |                               |                |